# Anarrhotus
Genre
Anarrhotus est un genre d'araignées aranéomorphes de la famille des Salticidae.

## Distribution
Les espèces de ce genre se rencontrent en Asie du Sud-Est et en Chine.

## Liste des espèces
Selon World Spider Catalog (version 23.5, 11/01/2023) :
- Anarrhotus fossulatus Simon, 1902
- Anarrhotus latus (Cao & Li, 2016)

## Systématique et taxinomie
Ce genre a été décrit par Simon en 1902 dans les Salticidae.

## Publication originale
- Simon, 1902 : « Études arachnologiques. 31e Mémoire. LI. Descriptions d'espèces nouvelles de la famille des Salticidae (suite). » Annales de la Société Entomologique de France, vol. 71 p. 389-421 (texte intégral).